# Брагинская, Элла Владимировна
Элла Владимировна Брагинская (1 января 1926, Москва — 2 июня 2010, там же) — российский переводчик-испанист.

## Биография
Мать, Ирма Владимировна Якубсон — врач-педиатр; дед по материнской линии — Владимир Романович (Вениамин Рубинович) Якубсон (1861—1918), адвокат, депутат I Государственной Думы от Гродненской губернии, член партии трудовиков. Закончила Московский педагогический институт иностранных языков (1952). Работала в научно-библиографическом отделе и в отделе комплектования ВГБИЛ (1957—1983), с 1974 — заведующая сектором. Печаталась с 1960. Член СП СССР.
Первый муж — Исаак Аркадьевич Брагинский, второй — художник Владимир Львович Храковский, ученик Татлина, друг Маяковского, преподаватель Вхутемаса и Вхутеина (1893—1984, см.: ).
Похоронена на Введенском кладбище (17 уч.).

## Переводы
Переводила, чаще всего открывая при этом для читателя новых авторов, романы, рассказы, драмы, мемуарную и эпистолярную прозу с испанского и каталанского языков. Среди переведенных ею писателей — Орасио Кирога, Габриела Мистраль, Висенте Уидобро, Рафаэль Альберти, Пабло Неруда, Хулио Кортасар, Алехо Карпентьер, Габриэль Гарсиа Маркес, Карлос Фуэнтес, Фелисберто Эрнандес, Долорес Медио, Франсиско Колоане, Антонио Буэро Вальехо, Мерсе Родореда (с каталанского), Марио Варгас Льоса, Хуан Хосе Арреола, Луис Сепульведа и др. Дружила со многими из переводимых авторов, выступала со статьями и мемуарами о них.

## Признание
- Великий офицер ордена Габриелы Мистраль (Чили, 2002)
- Почётный диплом «Дон Кихот испаноязычной культуры» (2005)